# Imperium Maledictum
Imperium Maledictum est un jeu de rôle dans l'univers de Warhammer 40,000 et qui propose aux joueurs de vivre leurs aventures dans le glorieux Secteur Macharian, une région de la galaxie « forgée dans le sang et le feu ».

## Historique
Annoncé en 2022, Imperium Maledictum a été publié par l'éditeur Cubicle 7, en 2023.

## Système
Imperium Maledictum se base sur un système de résolution avec un d100 (deux dés à 10 faces) et se présente de son propre aveu comme le "successeur spirituel" de la gamme précédente FFG, tant du point de vue adopté - celui des petits exécutants de la machinerie impériale - que dans ses mécaniques de jeu, ce qui lui permet de garantir une relative compatibilité avec les ouvrages précédents.